# Chiariho–Frommelův syndrom
Chiariho-Frommelův syndrom je hormonální poporodní porucha. Z důvodu zvýšené hladiny prolaktinu dochází k tvorbě a vylučování mléka i mimo kojení. Stav může trvat měsíce i roky. Současně dochází k vynechání menstruace a atrofii dělohy. Příčinou bývá chybná funkce hypothalamu.
Syndrom je pojmenován po lékařích Chiarim (1817-1854) a Frommelovi (1854-1912).